# Riber negre
El groseller negre (Ribes nigrum), riber negre, o també conegut com a cassis, és un arbust caducifoli de la família de les Grossulariaceae cultivada per les seves baies comestibles. És originària de parts temperades del centre i nord d'Europa i del nord d'Àsia, on prefereix els sòls fèrtils humits. Es conrea àmpliament tant a nivell comercial com domèstic.
És resistent a l'hivern, però el clima fred a l'època de floració durant la primavera pot reduir el volum del cultiu. Les baies de fruits negres petits i brillants es desenvolupen al llarg de les tiges a l'estiu i es poden collir a mà o a màquina. El fruit és una baia (amb diverses llavors) d'1 cm de diàmetre de color porpra molt fosc, pràcticament negra. El seu fruit s'anomena simplement riba negra o grosella negra per a diferenciar-lo d'altres del mateix gènere.
Les groselles negres són especialment riques en vitamina C i polifenols, i es poden menjar crues, però normalment es cuinen en plats dolços o salats. S'utilitzen per fer melmelades, conserves i xarops, i es cultiven comercialment per al mercat de sucs. El fruit també s'utilitza per fer begudes alcohòliques i colorants.

## Descripció
Ribes nigrum és un arbust de mida mitjana, que arriba a 1,5 per 1,5 metres. Les fulles són alternes, simples, de 3 a 5 centímetres amples i llargues amb cinc lòbuls palmats i un marge serrat. Totes les parts de la planta són fortament aromàtiques.
Les flors es produeixen en raïms coneguts com a «fills» de fins a 8 cm de llarg que contenen entre 10 i 20 flors, cadascuna d'uns 8 mil·límetres de diàmetre. Cada flor té un calze pelut amb glàndules grogues, els cinc lòbuls de les quals són més llargs que els pètals discrets. Hi ha cinc estams que envolten l'estigma i l'estil i dos carpels fusionats. Les flors s'obren successivament des de la base de la ratlla i són majoritàriament pol·linitzades per insectes, però una mica de pol·len es distribueix pel vent. Un gra de pol·len que aterra sobre un estigma germinarà i enviarà un tub de pol·len esvelt per l'estil fins a l'òvul. En temps càlid això triga unes 48 hores, però en temps fred pot trigar una setmana, i en aquest moment, l'òvul pot haver passat l'etapa on és receptiu. Si es fecunden menys de 35 òvuls, és possible que el fruit no es pugui desenvolupar i caurà prematurament. Les gelades poden danyar tant les flors obertes com les obertes quan la temperatura baixa per sota dels −1,9 °C. Les flors de la base de la ratlla estan més protegides pel fullatge i tenen menys probabilitats de patir danys.

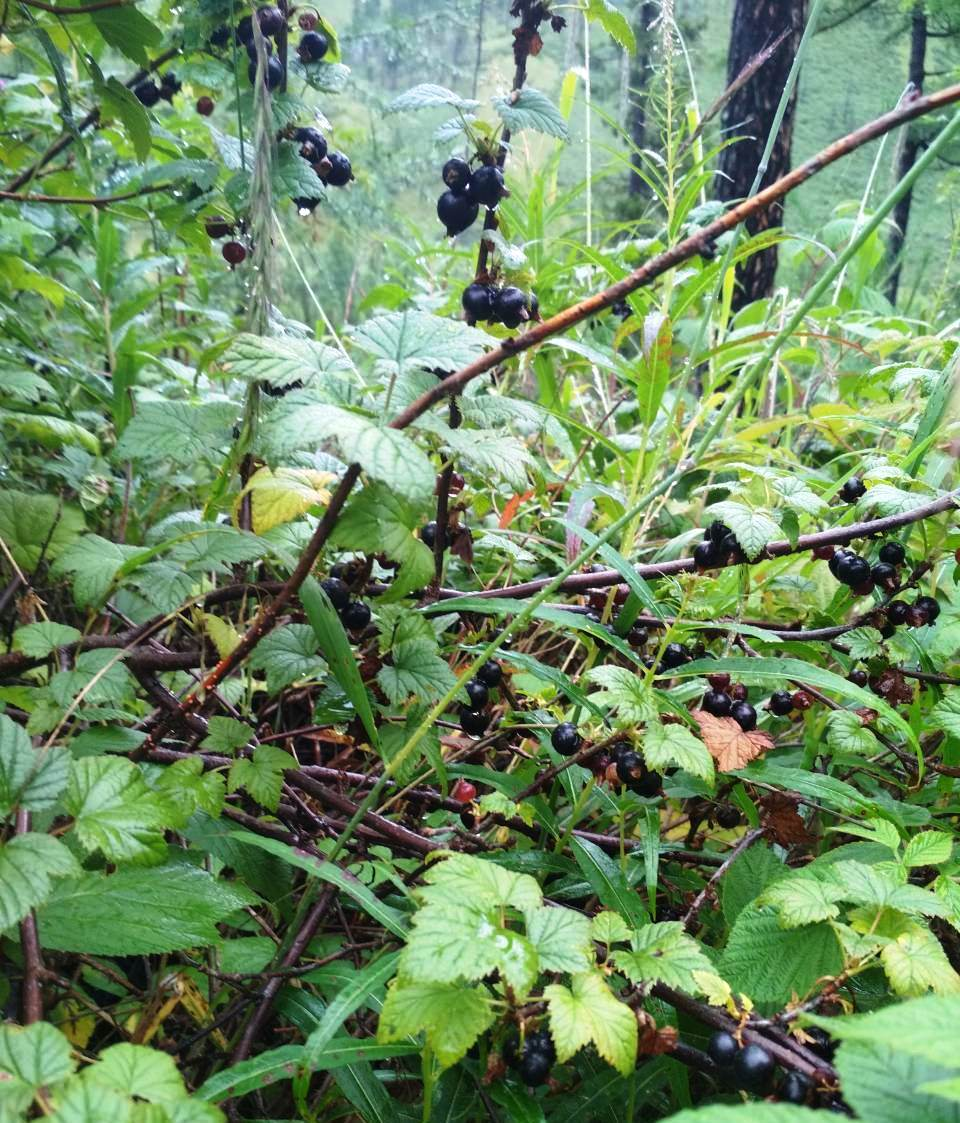
A les muntanyes de Buriàtia, Rússia
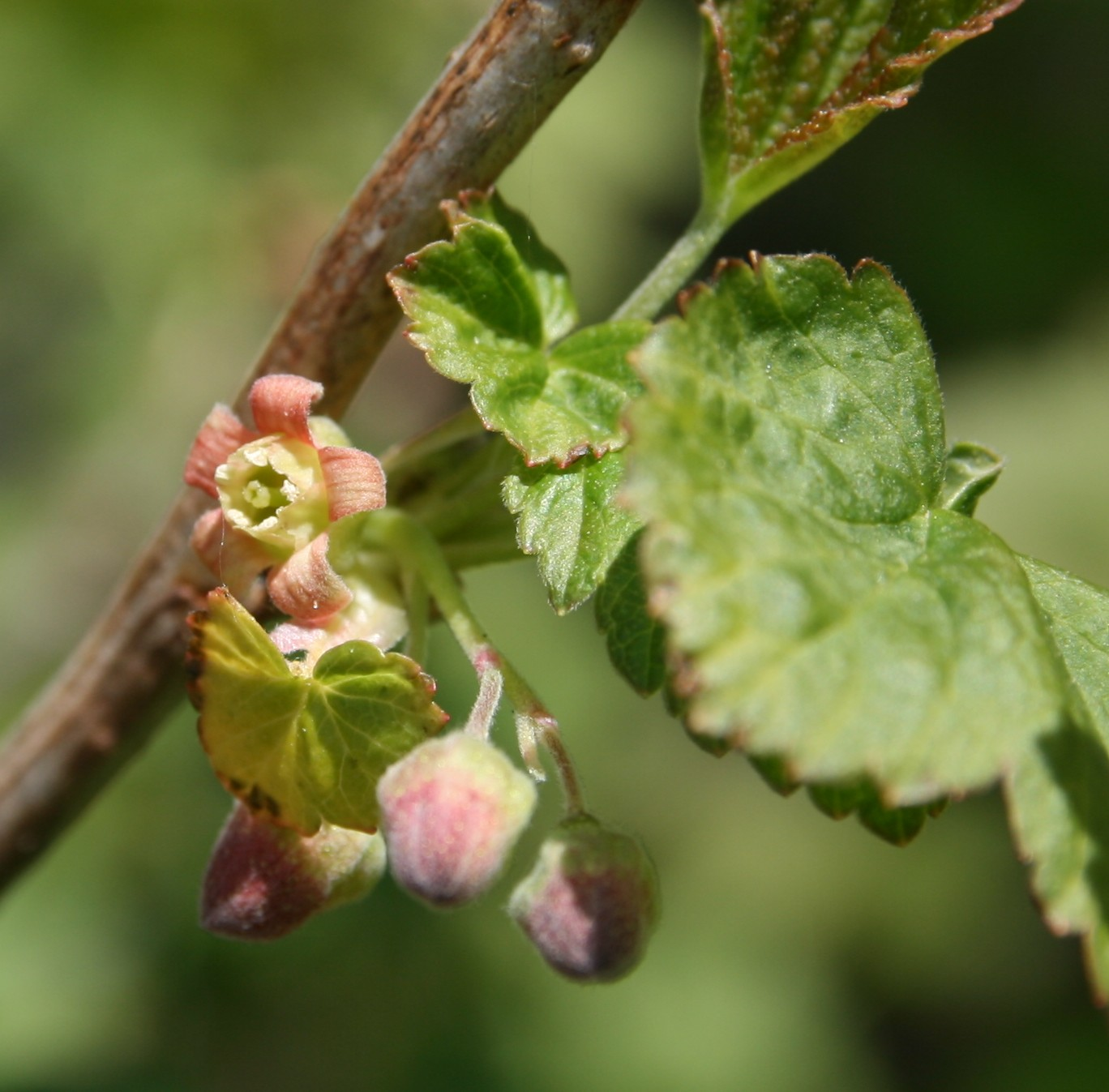
Flors
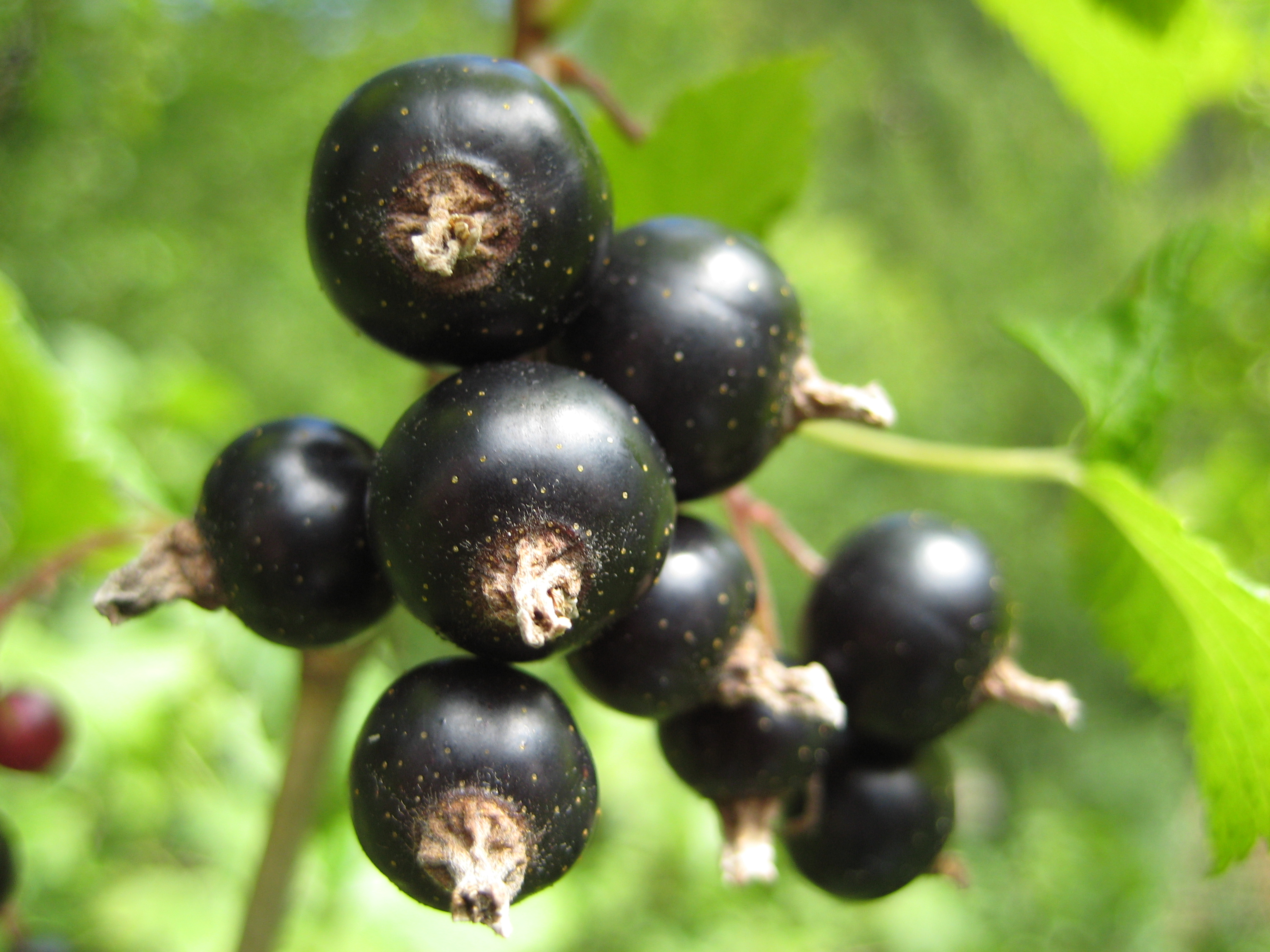
Primer pla de baies

A ple estiu l'estríjol de fruita verda maduren fins a convertir-se en baies comestibles, de color porpra molt fosc, gairebé negres, amb pells brillants i calzes a l'àpex (els calzes són persistents), cadascuna conté moltes llavors. Un arbust establert pot produir uns 4,5 kg de fruits cada any.
Les plantes del nord d'Àsia es distingeixen de vegades com una varietat separada, Ribes nigrum var. sibiricum, del qual R. cyathiforme es considera sinònim.

### Fitoquímics
Els fitoquímics polifenols presents en els fruits, llavors i fulles, s'estan investigant per les seves potencials activitats biològiques. Les principals antocianines de la sansa de grosella negra (delfinidí-3-O-glucòsid, delfinidí-3-O-rutinosid, cianidí-3-O-glucosid i cianidí-3-O-rutinosid, que es conserven en el suc concentrat) es troben entre altres polifenols.

## Distribució i hàbitat
El groseller negre és originari del nord d'Europa i Àsia.

## Cultiu
Es creu que el cultiu a Europa va començar al voltant de les últimes dècades del segle XVII.

### Selecció del lloc i plantació

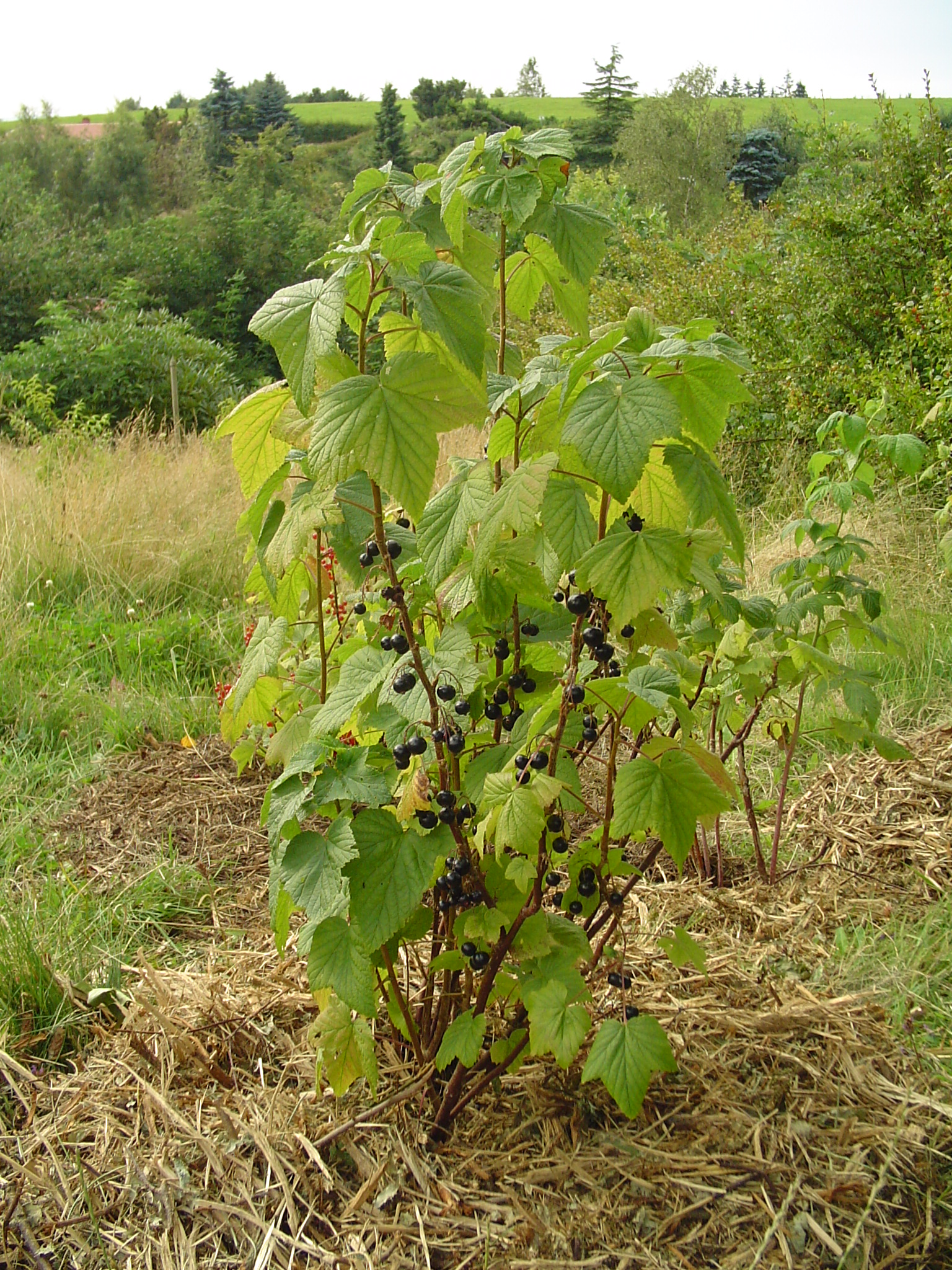
Exemplar cultivat

Els grosellers negres poden créixer bé sobre margues sorrenques o dures, o sòls forestals, sempre que es compleixin les seves necessitats nutritives. Prefereixen sòls humits, fèrtils, però no inundats d'aigua i són intolerants a la sequera.
Tot i que els arbustos són resistents a l'hivern, les gelades durant el període de floració poden afectar negativament el rendiment i els vents freds poden restringir el nombre d'insectes voladors que visiten i pol·linitzin les flors.
Un pH del sòl d'aproximadament 6 és ideal per als grosellers negres i el sòl es pot afegir calci si el sòl és massa àcid.
La plantació es fa generalment a la tardor o a l'hivern per permetre que les plantes s'estableixin abans que comenci el creixement a la primavera, però es poden plantar les plantes cultivades en hivernacles en qualsevol època de l'any.
Normalment es planten matolls de dos anys, però també es poden utilitzar arbustos forts d'un any. La plantació de planters certificats evita el risc d'introduir virus. A escala de jardí, les plantes es poden col·locar a intervals d'1,5 a 1,8 m o es poden col·locar en fileres amb intervals de plantació d'1,2 m (i separacions entre fileres de 2,5 m o més. Al Regne Unit, els arbustos joves generalment es planten a més profunditat que el seu nivell de creixement inicial per fomentar que creixin noves tiges des de la base.

### Adobs i fertilitzants
El groseller negre requereix que hi hagi una sèrie de nutrients essencials perquè pugui prosperar:
- el nitrogen proporciona un fort creixement de les plantes i estimula la producció de branques de flors
- el fòsfor ajuda al creixement, a la fixació de fruites i al rendiment del cultiu
- el potassi afavoreix el creixement dels brots individuals i augmenta el pes dels fruits individuals
- el magnesi és un constituent de la clorofil·la i ajuda a augmentar els rendiments mitjançant la interacció amb el potassi
- el calci és necessari per a la divisió i l'engrandiment cel·lular i és especialment important per a les plantes joves i els brots.

Un jaç protector primaveral anual de fems ben podrits és ideal. També es pot utilitzar fems d'aus de corral, però necessita compostatge previ amb palla o altres residus vegetals. Es pot utilitzar compost esgotat de bolets, però cal anar amb compte, ja que sovint conté calç i els grosellers negres prefereixen sòls lleugerament àcids. El groseller negre és un alimentador brut i es beneficia de nitrogen addicional, i també s'han d'aplicar fertilitzants fosfàtics i potàssics anualment. Es pot utilitzar un fertilitzant artificial equilibrat i es pot estendre un producte granular de 10-10-10 al voltant dels arbustos a raó de 100 a 240 grams per planta. El creixement de les males herbes es pot suprimir amb un jaç protector orgànic com serradures, escorça, compost de bolets o palla, plàstic pesat cobert amb una coberta de jaç protector orgànic.

### Poda
El fruit del groseller negre es produeix principalment en brots d'un any. Els arbustos recentment plantats s'han de podar severament, tallant tots els brots, a dos brots per sobre del nivell del sòl. Això dóna a la planta l'oportunitat d'establir-se correctament abans de necessitar dedicar la seva energia a produir fruits. La regla general a l'hora de podar és eliminar tots els brots febles i els que creixen de costat i que es poden pesar durant la fructificació. Les branques restants s'han d'aprimar per eliminar la fusta vella improductiva i fomentar nous brots. No s'ha de permetre que un arbust establert s'amuntegui i s'ha de treure aproximadament un terç de les seves branques o tiges principals cada any. Quan es recol·lecta a màquina, es fomenten les plantes amb un hàbit de creixement recte.

### Collita
A escala de jardí, les baies s'han de recollir quan estiguin seques i madures. Comercialment, la major part de la recol·lecció es fa mecànicament per recol·lectors a cavall. Aquests es mouen contínuament per les fileres, a cavall d'una filera d'arbustos, sacsejant les branques i despullant els fruits. Les groselles negres es col·loquen en contenidors de mitja tona i, per minimitzar el temps d'aturada, algunes màquines disposen de transportadors transversals que dirigeixen la fruita cap a remolcs que es mouen contínuament a la fila contigua. Una màquina moderna pot recollir fins a 50 tones de groselles negres en un dia utilitzant només un operador i dos tractors. Els contenidors s'han d'emmagatzemar en un lloc fresc. Algunes fruites encara es recullen a mà per utilitzar-les al mercat de fruita fresca.

### Malalties
Les plantes de Ribes nigrum són susceptibles a diverses malalties i a diverses plagues d'insectes. No obstant això, s'han desenvolupat o s'estan desenvolupant noves varietats per superar alguns d'aquests problemes.
La reversió és una malaltia greu transmesa per l'àcar de la grosella negra (Cecidophyopsis ribis). Provoca una disminució del rendiment i està força estès a Europa, però rarament es troba a altres continents. Els símptomes inclouen una modificació de la forma de les fulles a l'estiu i cabdells inflats («gran brot») a l'hivern, cadascun amb milers d'àcars microscòpics. Com que el control de plagues té una eficàcia limitada, s'han de destruir els arbustos greument infectats. Totes les plantes noves que es compren han d'estar certificades com a «lliures de virus».
La Cronartium ribicola necessita dos hostes alternatius per completar el seu cicle de vida. Un dels hostes són les plantes del gènere Ribes. A la grosella negra, fa que les fulles es tornin pàl·lides i després desenvolupin petites pústules taronges i, de vegades, un recobriment filamentos groc en algunes fulles. El cultiu de fruites es veu poc afectat, però les fulles cauen d'hora i el creixement es frena l'any següent. L'altre hoste és qualsevol dels pins blancs, en el qual provoca greus malalties i mortalitat a les espècies nord-americanes que no han coevolucionat. Com a resultat, el groseller negre va ser prohibida als Estats Units d'Amèrica com a vector de malalties durant gran part del segle xx, i fins i tot després que la prohibició federal s'aixequés el 1966, diversos estats dels Estats Units van continuar amb les seves pròpies prohibicions, algunes de les quals continuen vigents a l'agost 2021. L'eficàcia d'aquestes restriccions és qüestionable, ja que altres espècies de Ribes també acullen la malaltia, algunes són autòctones d'Amèrica del Nord, i d'altres com els grosellers vermells (Ribes rubrum) i el groseller espinós (Ribes uva-crispa) mai van ser prohibits.
L'oïdi de la grosella americà i l'oïdi poden infectar les fulles i les puntes dels brots, i la botritis pot fer que la fruita es podreixi en una estació humida. La taca de les fulles de groselles (Drepanopeziza ribis) és una altra malaltia de la grosella negra, però no sol ser un problema greu, ja que la majoria de cultivars ara tenen certa resistència.
El mosquit de les fulles de grosella negra (Dasineura tetensi) pot causar daurament, engruiximent i distorsió de les fulles a les puntes dels brots, però poques vegades és un problema greu.
El símfit de la grosella negra (Nematus ribesii) diposita els ous a la part inferior de les fulles i les famolenques larves s'obren camí al llarg dels brots, desposseint fulla rere fulla. En un atac greu, l'arbust es pot despullar de fulles.
Les larves del barrenador de la grosella (Synanthedon tipuliformis Clerck) s'obren al llarg dels centres dels brots, que es marceixen i moren.
Altres plagues d'insectes inclouen coccoïdeus, pugons i dermàpters.

### Recerca i varietats

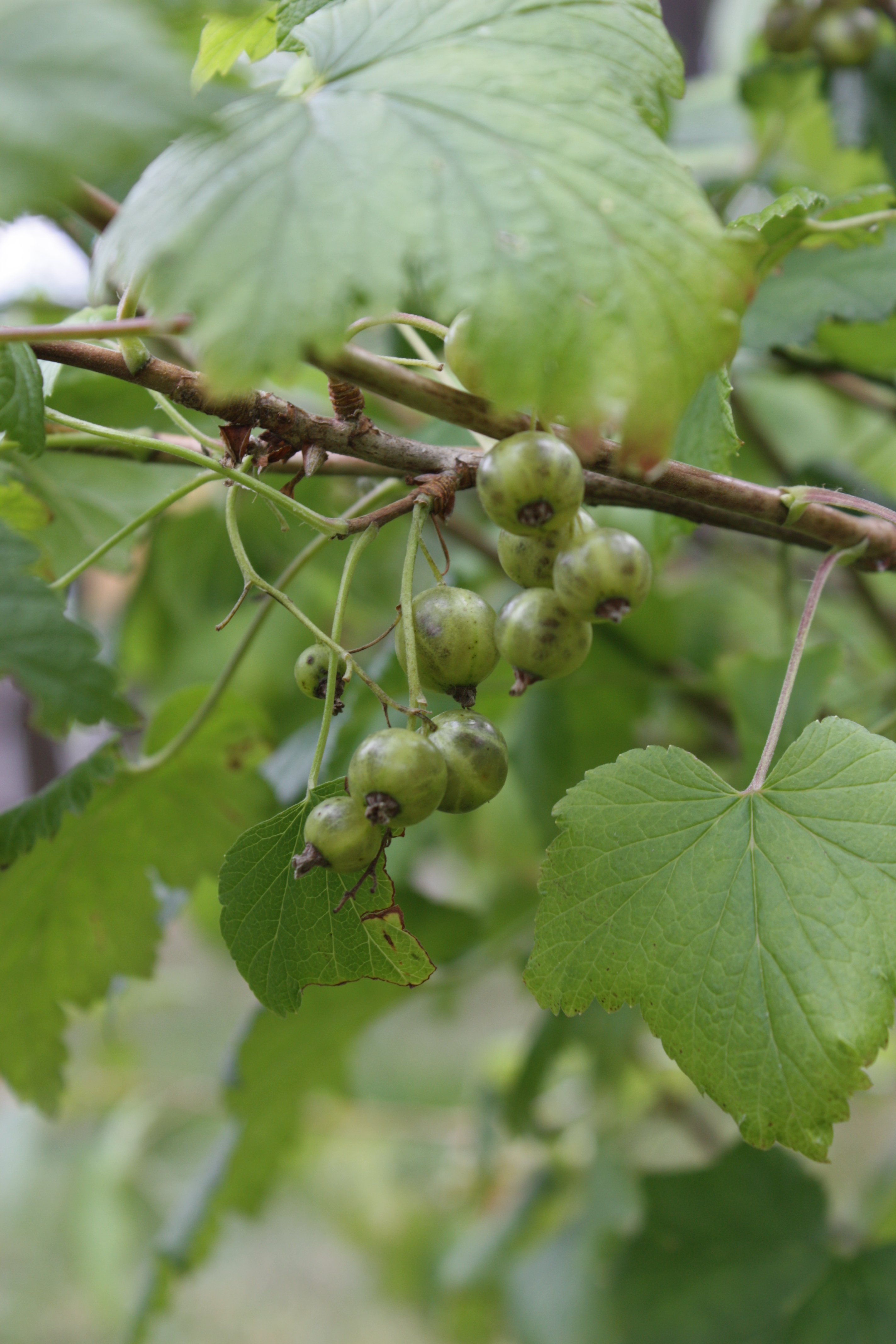
El groseller verd és una variant del groseller negre cultivat a Finlàndia; les seves baies no tenen el color fosc i l'aroma fort típics del groseller negre. Aquest conreu en particular és Vertti

Hi ha molts cultivars de grosella negra. Baldwin va ser el pilar de la indústria durant molts anys, però ara ha estat substituït en gran manera per varietats més productives i resistents a les malalties. Durant el segle xx, a Europa s'han fet molts treballs d'hibridació per tal de reduir la susceptibilitat de la planta a les malalties i les gelades i també augmentar els rendiments. Aquest esforç es va centrar principalment a Escòcia, Polònia i Nova Zelanda.
A Gran Bretanya, l'Institut Escocès de Recerca de Cultius va tenir l'encàrrec de desenvolupar noves varietats aptes per al cultiu al nord del país. Van produir nous conreus que tenien una major tolerància al fred, sobretot a la primavera, maduraven abans i de manera més uniforme i tenien una major resistència a les malalties fúngiques. La tolerància a les gelades es va millorar seleccionant per a la floració tardana i la investigació genètica va identificar gens implicats en la resistència als Cecidophyopsis ribis. Ben Lomond va ser la primera de les varietats Ben i es va comercialitzar el 1975.
A continuació, van seguir altres varietats per a la indústria dels sucs, com ara Ben Alder i Ben Tirran. El conreu Ben Hope es va iniciar l'any 1998 amb una major tolerància als àcars, i el mateix any, Ben Gairn va estar disponible. Mostra resistència al virus de la reversió.
Per als jardiners i el mercat per triar-ne, es van introduir Ben Sarek, Ben Connan i Big Ben i tenen baies grans i dolces. Les varietats Ben Connan i Big Ben han guanyat el Premi al Mèrit del Jardí de la Royal Horticultural Society, i s'estan desenvolupant noves varietats contínuament per millorar la tolerància a les gelades, la resistència a les malalties, la collita a màquina, la qualitat de la fruita, el contingut nutricional i el sabor de la fruita.
A Finlàndia es conreen varietats que produeixen fruits verds, amb un sabor menys intens i més dolços que les groselles negres típiques, on s'anomenen «groseller verd» (viherherukka).
A Polònia, l'Institut de Recerca d'Horticultura ha treballat en la millora de la grosella negra pel que fa a la resistència a malalties i plagues, la qualitat del fruit, les adaptacions a les condicions locals i la collita mecànica. Els investigadors han creuat diverses varietats i han introduït material genètic interespecífic de la Ribes grossularia, la Ribes rubrum, i la Ribes sanguineum. La descendència resultant es va tornar a creuar amb R. nigrum. Els conreus produïts inclouen Tisel i Tiben l'any 2000, i Ores, Ruben i Tines l'any 2005. S'estan provant altres cultivars Polares i Tihope.
Des de 1991, Nova Zelanda s'ha convertit en un important centre d'investigació i desenvolupament, ja que el seu clima temperat és especialment adequat per al cultiu de la planta. Els programes de millora es concentren en el rendiment, la gran mida del fruit, la consistència del cultiu i l'hàbit vertical.
A Amèrica del Nord, cal que aquesta fruita tingui resistència a la Cronartium ribicola. S'hi han desenvolupat nous cultivars com ara Crusader, Coronet i Consort encreuant R. nigrum amb R. ussuriense i aquests mostren resistència a la malaltia. No obstant això, la qualitat i el rendiment d'aquestes varietats són pobres en comparació amb les soques no resistents i només Consort és autofèrtil de manera fiable. L'encreuament d'aquestes varietats amb un progenitor ha produït noves soques com la Titania que tenen un major rendiment, una millor resistència a les malalties, són més tolerants a les condicions meteorològiques adverses i són adequades per a la collita a màquina. Dos nous llançaments d'un programa de cria de grosella negra a la Colúmbia Britànica (Canadà), Blackcomb i Tahsis, van ser seleccionats per la seva immunitat a la Cronartium ribicola i la seva tolerància a les gelades.

## Usos

### Nutrició
Les groselles negres crues tenen un 82% d'aigua, un 15% d'hidrats de carboni, un 1% de proteïnes i un 0,4% de greixos. Per cada ració de 100 g que aporta 63 Kcal, la fruita crua té un alt contingut en vitamina C (218% del valor diari, DV) i nivells moderats de ferro i manganès (12% DV cadascun). Altres nutrients estan presents en quantitats insignificants (menys del 10% DV).
L'oli de llavors de grosella negra és ric en vitamina E i àcids grassos insaturats, inclosos l'àcid alfa-linolènic i l'àcid gamma-linolènic.

### Història
La decocció de fulles, escorça o arrels s'utilitzava com a remei tradicional.
Durant la Segona Guerra Mundial, la majoria de fruits riqcs en vitamina C, com les taronges, es van fer difícils d'obtenir al Regne Unit. Com que les baies de grosella negra són una font rica de vitamina i les plantes de grosella negra són adequades per créixer al clima del Regne Unit, el govern britànic va fomentar el seu cultiu i aviat el rendiment de la collita del país va augmentar significativament. A partir de 1942, el xarop de grosella negra es va distribuir gratuïtament als menors de dos anys. Això pot haver donat lloc a la popularitat duradora del cultiu del groseller negre com a Gran Bretanya. A Gran Bretanya el cultiu comercial està completament mecanitzat i es conreen unes 1.400 hectàrees de fruits, la majoria sota contracte amb la indústria dels sucs. Comercialment, la major part del cultiu a gran escala de groselles negres es fa a l'est d'Europa per al mercat de sucs i sucs concentrats. A partir del 2017, es van produir grans esforços de cultiu per millorar les característiques del fruit a Escòcia, Nova Zelanda i Polònia.
Les groselles negres també van ser populars als Estats Units d'Amèrica, però es van fer menys freqüents al segle xx després que es va prohibir el cultiu del groseller negre a principis del segle xx, quan els grosellers negres, com a vector de la Cronartium ribicola, es consideraven una amenaça per a la indústria forestal dels Estats Units d'Amèrica. La prohibició federal del cultiu de grosellers es va traslladar a les jurisdiccions d'estats individuals el 1966, i es va aixecar a l'estat de Nova York el 2003 gràcies als esforços de l'horticultor Greg Quinn. Com a resultat, el cultiu de grosellers està tornant a Nova York, Vermont, Connecticut i Oregon. No obstant això, l'agost de 2021 encara existien diverses prohibicions. Atès que la prohibició federal estatunidenca va reduir la producció de grosella a nivell nacional durant gairebé un segle, la fruita segueix sent desconeguda en gran manera als Estats Units d'Amèrica i encara ha de recuperar la seva popularitat anterior als nivells que gaudien a Europa o Nova Zelanda. A causa del seu sabor únic i riquesa en polifenols, fibra dietètica i nutrients essencials, la consciència i la popularitat de la grosella negra torna a créixer, amb una sèrie de productes de consum entrant al mercat estatunidenc.

### Usos culinaris
El fruit del groseller negre quan es menja crua té un sabor fort i àcid. Es pot fer en melmelades i gelees que espessen fàcilment a causa de l'alt contingut de pectina i àcid del fruit. Per a ús culinari, la fruita se sol cuinar amb sucre per produir un puré, que després es pot passar per mussolina per separar el suc. El puré es pot utilitzar per fer conserves de grosella negra i incloure's en pastissos de formatge, iogurts, gelats, postres, sorbets i molts altres plats dolços. El sabor excepcionalment fort es pot moderar combinant-lo amb altres fruites, com els gerds i les maduixes al budín d'estiu, o crumbles pomes, i  pastissos. El suc es pot utilitzar en xarops i bombons farcits. Les groselles negres són un ingredient comú del rødgrød, un popular postre semblant a un kissel a les cuines del nord d'Alemanya i Danesa.
Les groselles negres també s'utilitzen en cuina salada. La seva astringència crea un sabor afegit en salses, carns i altres plats. Les groselles negres s'inclouen en algunes combinacions inusuals d'aliments. Es poden afegir al tomàquet i a la menta per fer una amanida. Les groselles negres poden acompanyar la carn de vedella rostida, xai a la brasa, ànec, marisc i peix. El morell dorsiblanc (Aythya valisineria) amb groselles negres era una delícia a la Nova York del segle xix. Poden proporcionar una salsa per immersió a les barbacoes. Es poden barrejar amb maionesa i s'utilitzen per dinamitzar plàtans i altres fruites tropicals. Les groselles negres es poden combinar amb xocolata negra o afegir-se a la carn picada en els tradicionals mince pies de Nadal.

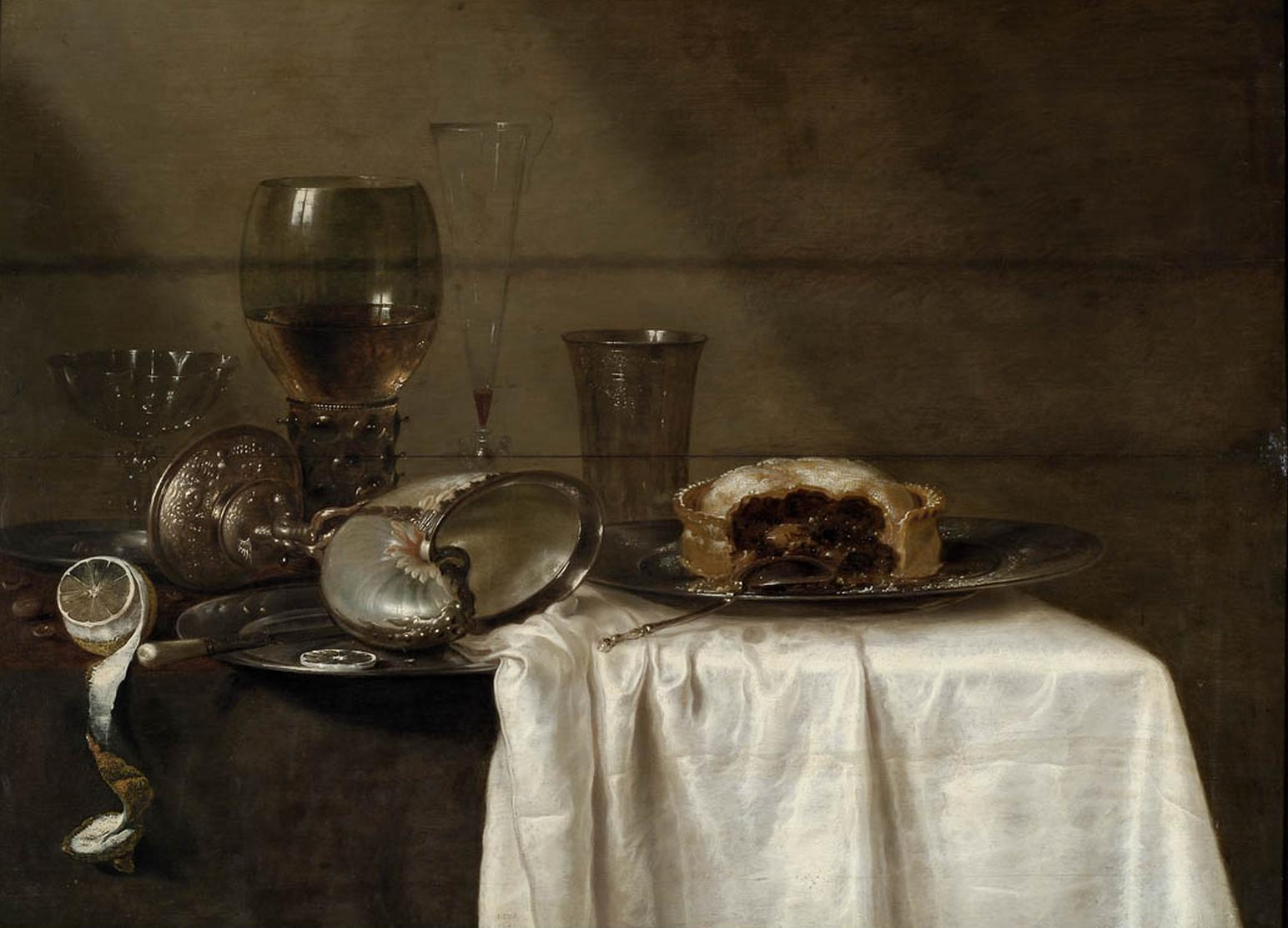
El pastís de grosella negra. Natura morta de Willem Heda (1641)
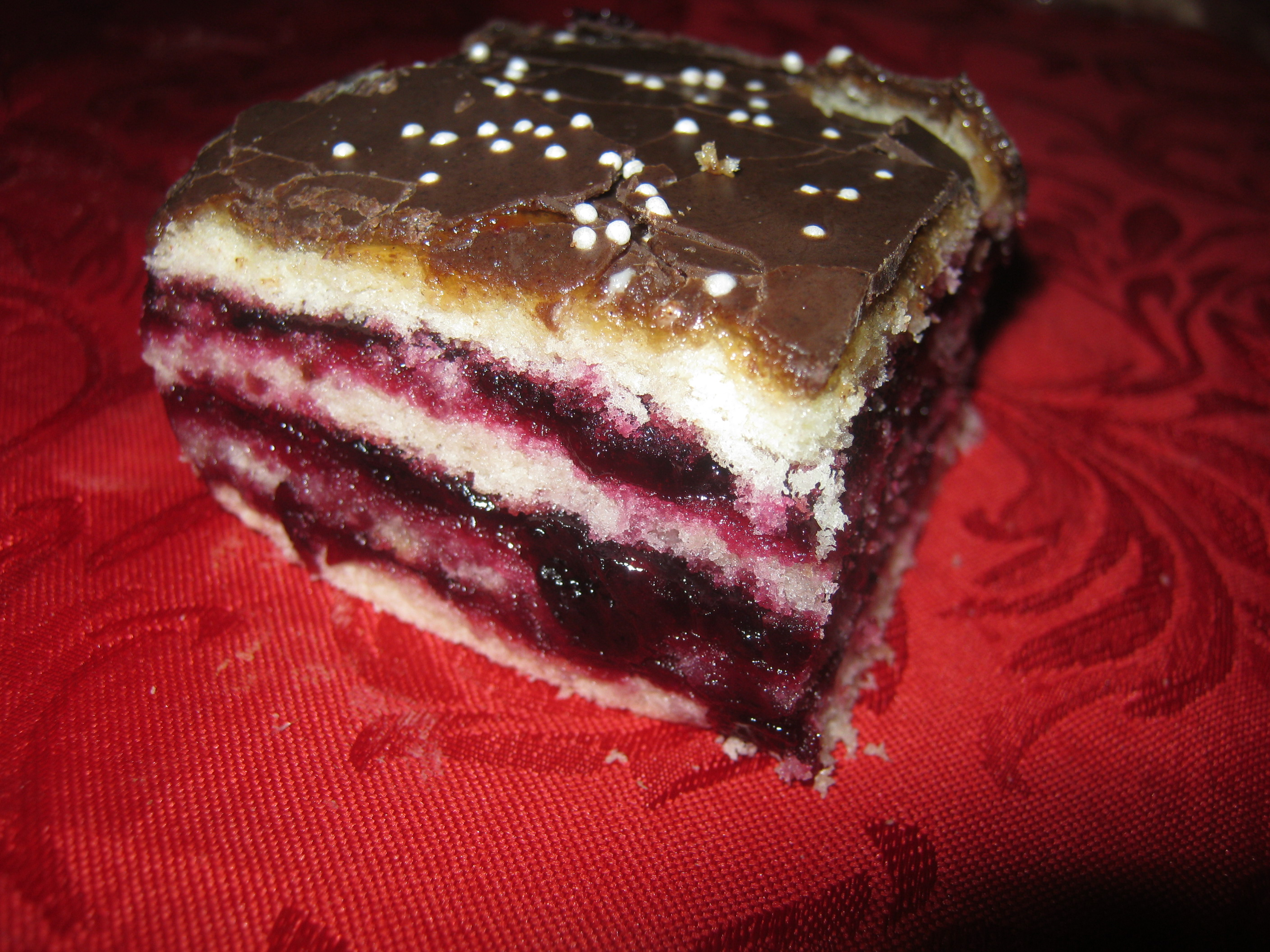
Juodųjų serbentų pyragas (pastís de grosella negra), unes postres populars a la cuina lituana

El Japó importa 3,6 milions de dòlars USA de groselles negres de Nova Zelanda per utilitzar-les com a suplements dietètics, aperitius, productes alimentaris funcionals i productes de congelació ràpida (IQF) per a la producció culinària com a melmelades, gelees o conserves.

### Sucs i begudes

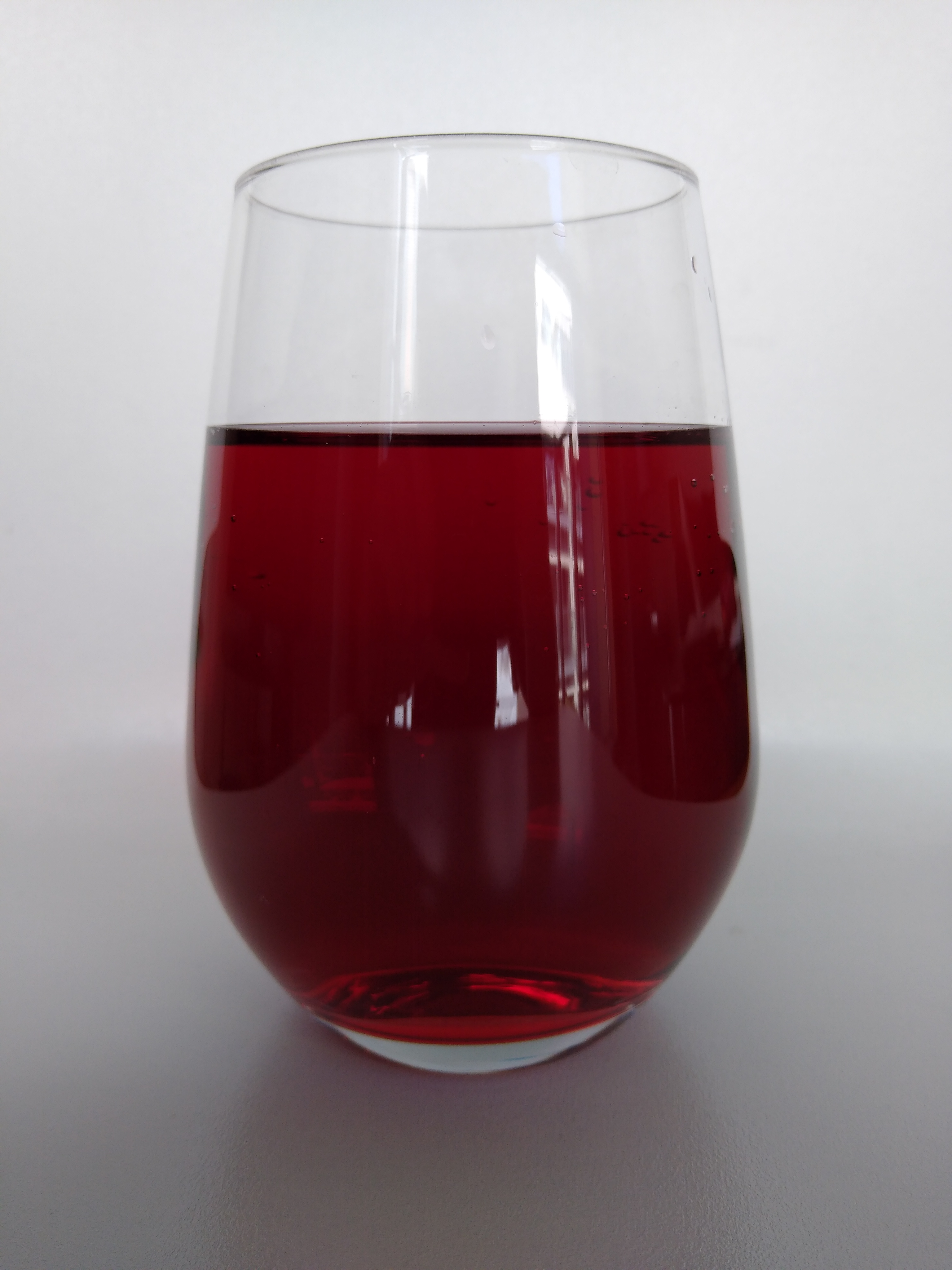
Ribena, una beguda de suc de grosella negra

El suc és la base de diversos sucs concentrats, begudes de suc i batuts. A Gran Bretanya, el 95% de les groselles negres cultivades s'utilitzen per a la fabricació de Ribena (una marca de sucs de fruites el nom del qual deriva de Ribes nigrum), xarops i sucs de fruites similars. Les groselles negres macerades també són l'ingredient principal de l'aperitiu, la crème de cassis, que al seu torn s'afegeix al vi blanc per produir un Kir o al xampany per fer un Kir Royal.
Al Regne Unit, un suc de concentrat de grosella negra es pot barrejar amb cervesa o sidra alcohòlica per fer begudes com cider and black, lager and black, o snakebite and black.
A Rússia, les fulles del groseller negre es poden utilitzar per aromatitzar te o conserves, com ara cogombres salats i baies per a l'elaboració del vi casolà. El vodka endolcit també es pot infusionar amb fulles de groseller negre, fent una beguda de color groc verdós profund amb un sabor àcid i un gust astringent. Les baies es poden infusionar d'una manera similar.
L'oli de llavors de groseller negre és un ingredient en preparats cosmètics, sovint en combinació amb vitamina E. De les fulles es poden extreure per produir un colorant groc, i el fruit és una font d'un colorant blau o violeta que resulta del seu ric contingut en antocians.

## Usos medicinals
Les baies són una rica font d'antocianines que augmenten la resistència dels capil·lars, tenen propietats vasoprotectors, antiedematoses, antioxidants i afavoreixen la regeneració de la púrpura retinal. És un aliment antifatiga i antiinfecciós. L'aportament de calci (60 mg per 100 g) contribueix a la salut dels ossos. Afavoreix l'eliminació d'àcid úric; és doncs útil per a combatre els reumatismes, la gota, l'artrosi. Té un efecte estimulant de les glàndules suprarenals. Existeixen estudis que comproven la seva activitat antigripal. Com a diürètic estimula la funció hepàtica i la funció renal. És útil per combatre l'obesitat. Es considera benèfic per als problemes circulatoris i de tensió alta. Té propietats per combatre la disenteria i la diarrea.
En aplicació externa s'utilitza satisfactòriament per alleugerir els efectes de la picadures d'insectes. També es pren com a cicatritzant.